# Hochstetterbugten
Hochstetterbugten är ett sund i Grönland (Kungariket Danmark). Det ligger i den östra delen av Grönland, 1 700 km nordost om huvudstaden Nuuk.